# Banana Joe
Banana Joe är en italiensk-västtysk film från 1982.

## Handling
Banana Joe odlar och säljer bananer, men ett stort företag vill lägga beslag på handeln. Banana Joe tvingas in till stan för att skaffa grossistlicens och arbetstillstånd. Han hamnar i den byråkratiska kvarnen och i fängelse, men lyckas rymma och rädda sin framtida försörjning som bananodlare.

## Om filmen
Filmen är inspelad i Italien. Den hade världspremiär i Västtyskland den 25 mars 1982 och svensk premiär den 30 april samma år, åldersgränsen är 11 år.

## Rollista (urval)
- Bud Spencer - Banana Joe
- Marina Langner - Dorianne
- Mario Scarpetta - Manuel
- Gianfranco Barra - Torsillo
- Enzo Garinei - Ingegner Moreno
- Gisela Hahn
- Gunther Philipp - Sarto
- Giorgio Bracardi - Sergente Martino
- Nello Pazzafini - Torsillos Truck Förare
- Carlo Reali - Polis Kapten
- Salvatore Basile - Polis Officer
- Edy Biagetti